# Louis Trousselier
Louis Trousselier, francoski kolesar, * 29. junij 1881, Levallois-Perret, Hauts-de-Seine, † 24. april 1939, Pariz.
Trousselier je najbolj poznan kot skupni zmagovalec tretje dirke po Franciji leta 1905. Bil je tudi udeleženec poletnih olimpijskih iger 1900 v Parizu, kjer je tekmoval v dirki na 25 km.
Svojo prvo večjo zmago je dosegel aprila 1905 na enodnevni dirki Pariz–Roubaix. Še istega leta je sledila njegova največja zmaga na Touru, ko je bil nekaj dni uradno odsoten od vojaškega službovanja. Na istem Touru je poleg skupne dosegel tudi pet etapnih zmag, ki so mu na koncu prinesle nagrade, pogodbe in bonuse od sponzorjev, vendar jih je še isto noč zakockal s prijatelji v Parizu.
Govoril je, da se bo vedno našel Tour, na katerem si jih bo priigral nazaj, čeprav nikoli več ni tako dobro vozil kot tedaj. Edina stava, ki jo je dobil, je bila, da mu je Vojska oprostila za njegov prekomerni izostanek od nje.
Naslednje leto je bil na Touru s štirimi etapnimi zmagami skupno tretji, poleg teh pa je na naslednjih Tourih 1907, 1909 in 1910 dosegel še štiri posamezne etapne zmage. Po letu 1906 je postal specialist za daljše kolesarske dirke, kjer je na dirki Bordeaux-Pariz v letu 1908 zmagal s prednostjo 26 minut pred drugouvrščenim van Hauwaertom. Poleg tega je bil na tej dirki še dvakrat drugi in enkrat tretji. Drugi je bil tudi na 24-urni kolesarski dirki Bol d'Or na velodromu Buffalo v Parizu leta 1906. Z aktivnim kolesarjenjem je prenehal tik pred prvo svetovno vojno, ko se je posvetil družinskemu poslu - cvetličarjenju.